# Viking 2
Viking 2 je druga od dvije letjelice iz uspješnog NASA-inog programa istraživanja Marsa Viking. Sonda je bila identična Vikingu 1. S Marsa je slala podatke 1281 Sol, a orbiter je uspješno obavljao misiju do 25. srpnja 1978. godine. 

## Misija
Viking 2 lansiran je raketom Titan III/Centaur na 333 dana dugo putovanje prema Marsu. Prije ulaska u orbitu, Orbiter je počeo snimati fotografije cijelog Marsa. Orbiter je 8. kolovoza 1976. ušao u 1500 x 33000 km orbitu s periodom ophoda od 24,6h. Uskoro je početna orbita bila podešena u onu s periodom ophoda od 27,3h i periapsisom od 1499 km s nagibom od 55,2°. Orbita je promijenjena radi lakšeg snimanja odabranog mjesta za slijetanje landera. 
Lander se od orbitera odvojio 3. rujna 1976. godine i potom je sletio u regiju Utopia Planitia (Utopijska ravnica) u 22:37:50 UT. Nakon slijetanja, nagib orbite je povećan na 75°.

### Orbiter
Primarna misija orbitera je završila na početku solarne konjukcije 5. listopada 1976. Produžena misija započela je 14. prosinca 1976., nakon kraja solarne konjukcije. Orbiti je promijenjen nagib na 80° i smanjen periapsis na 778 km. Misija orbitera je uključivala i bliske prolete pokraj Deimosa, marsovog satelita. U listopadu 1978. peripapsis orbite je ponovno smanjen, na 300 km visine, a orbitalni period smanjen na 24 h. Orbiter je uskoro imao kvar na pogonskom sustavu te je pritom ispustio gorivo za kontroliranje visine. Nakon toga je premješten u orbitu od 302 x 33176 km i ugašen 25. srpnja 1979. Tokom operativnog vijeka, orbiter je napravio 706 orbita i vratio 16000 fotografija.

### Lander
Lander se od orbitera odvojio 3. rujna 1979. u 19:39:59 UT. Nakon odvajanja, lander se kretao brzinom od 4 km/s. Potom je upalio retrorakete, usporio i na 300 km visine pravilno se orijentirao za ulazak u atmosferu. Toplinski štit je usporio lander prilikom prolaska kroz atmosferu.
Viking 2 sletio je 200 km od kratera Mie u Utopia Planitia, na 48,269° sjeverno i 225,990° zapadno na visini od 4,23 km od referentne visine.
Lander je bio u funkciji sve dok 11. travnja 1980. nisu otkazale baterije.